# Ловецкий, Алексей Леонтьевич
 Алексей Леонтьевич Ловецкий  (5 (16) февраля 1787, Рязанская губерния — 22 февраля (5 марта) 1840, Москва) — доктор медицины, ординарный профессор минералогии и зоологии, декан физико-математического факультета Московского университета, статский советник.

## Биография
Родился (5 (16) февраля 1787 в селе Ловцы Рязанской губернии, в семье пономаря Воскресенского храма Леонтия Кирилловича (1754—1814). Его дед — Кирилл Васильевич (1727—1785), был настоятелем этого храма. Родной младший  брат имел несколько иную фамилию: Мартин Леонтьевич Ловцов.
Учился в Рязанской духовной семинарии, по окончании которой в 1809 году поступил в московское отделение медико-хирургической академии и в 1812 году окончил его лекарем 1-го отделения (с серебряной медалью). Был оставлен репетитором при академии, но во время войны был командирован во временный госпиталь Головина, затем — во временный городской госпиталь, а в 1813 году — в Касимовский временный госпиталь. В том же 1813 году вернулся в академию и состоял репетитором при профессоре Фишере фон Вальдгейме, под руководством которого и начал усиленно изучать зоологию. В 1815 году был удостоен степени доктора медицины за сочинение «Руководство к токсикологии или наука о ядах и средствах против оных» (М., 1815). С 1815 года он состоял адъюнкт-профессором академии по кафедре естественной истории (по минералогии и зоологии). Одновременно, с 1815 года он был приходящим врачом в больнице найденных детей при Воспитательном доме.
В 1816 году Ловецкий был избран членом Физико-медицинского общества при Московском университете.
С июня 1823 года он получил в Медико-хирургической академии должность экстраординарного профессора натуральной истории; с ноября 1826 года — ординарный профессор натуральной истории, минералогии и сельского хозяйства. Одновременно, с апреля 1824 года он начал преподавать в Московском университете естественную историю на медицинском факультете, сначала адъюнктом, а с 1828 года  — ординарным профессором кафедры минералогии, зоологии и сельского хозяйства, сменив М. Г. Павлова.
В 1833 году перешёл в медико-хирургической академии на кафедру физиологии и патологии, а в университете занял с 14 июля 1834 года кафедру натуральной истории (вместо А. Г. Фишера фон Вальдгейма); читал зоологию. Дополнительно ему было поручено заведование университетским Музеем натуральной истории (зоологическим). С 29 мая 1835 года А. Л. Ловецкий — декан 2-го отделения (физико-математического) философского факультета.
В 1837 году А. Л. Ловецкий, в соответствии с новым уставом, стал академиком медицины ММХА.
В 1833 году он получил чин статского советника. Был награждён орденом Св. Владимира 3-й ст. (1824), орденом Св. Анны 2-й ст. (1834).
По сведениям П. Н. Каптерева (правнука брата Ловецкого, М. Л. Ловцова), учёный и публицист Н. А. Любимов – незаконный сын А. Л. Ловецкого. Официально он числился «воспитанником».
Умер скоропостижно от инсульта 22 февраля (5 марта) 1840 года. Был похоронен в Покровском монастыре.

## Труды
Научные труды Ловецкого многочисленны и разнообразны.
В зоологии А. Л. Ловецкий преимущественно руководился взглядами Мильн-Эдварса и Брока; в сельском хозяйстве — воззрениями Теэра и М. Г. Павлова. Из многих его сочинений значительны следующие:
по зоологии
- «О рыбах, принадлежащих к роду осетра и живущих в водах Российской империи» (Новый магазин естественной истории. 1828. Ч.2)[6]
- «Diagnosis piscium etc.» («Nouv. Mémoir. de la Société Imp. des Naturalistes de Moscou», т. III)
- «Наблюдения профессора Эренберга над наливчатыми животными» («Уч. Зап. Моск. Ун.», 1836, № 3)
- «Краткое начертание естественной истории животных…» (М., 1825—1827, две части; 2-е изд. 1832 )[7]
- «О дыхании водяных насекомых» («Уч. Зап. Моск. Ун.», 1833, № 3)
- «Enthelmintognosia physico-medica corporis humani» (M., 1834)
- «О микроскопической глисте Trichina spiralis» («Терапевтический Журнал», 1837, № 6)

по физиологии
- «О существовании электрических токов, составляющих кислотности и щелочности в телах организованных» («Уч. Зап. Моск. Ун.», 1835, № 1)
- «О температуре органических тел» («Уч. Зап. Моск. Ун.», № 11)
- «О развитии света в телах органических» («Уч. Зап. Моск. Ун.», 1836, № 10)

по минералогии
- «Начальные основания минералогии (Орниктогнозия)» (М., 1832)

по патологии
- «О холере» (М., 1832)

по сельскому хозяйству
- «Об условиях, способствующих произрастанию растений вообще и в особенности экономических» (М., 1829).

Кроме того, он много переводил, в частности: Огюста Конта «Физиология, приспособленная к понятию всех образованных людей», Сент-Анжа «Кровообращение, рассматриваемое в человеческом зародыше, сравнительно с зародышами позвоночных животных» (М., 1838) и Мильна Эдварса «Начальные основания зоологии» (М., 1838). Под руководством Ловецкого была переведена с немецкого и издана «Общая патология» Яна (М., 1838).
Им было составлено «Краткое руководство к познанию племен человеческого рода, с присовокуплением главных признаков, отличающих его от других животных» (М., 1838).